# 彼得罗·西盖尔
彼得罗·西盖尔（義大利語：Pietro Sighel，1999年7月15日—），意大利男子短道速滑运动员。他曾代表意大利参加2022年冬季奥林匹克运动会短道速滑比赛，获得混合2000米接力银牌。